# 艾華路·莫拉達
阿爾瓦羅·博尔哈·莫拉達·馬丁（西班牙語：Álvaro Borja Morata Martín，西班牙語發音：[ˈalβaɾo moˈɾata]，1992年10月23日—），出生於西班牙马德里，是一名西班牙足球運動員，司職前鋒。現時效力意甲球队科莫 (AC米兰外借)。並且是西班牙國家足球隊隊長。

## 球會生涯

### 皇家馬德里
阿尔瓦罗·莫拉塔出生于西班牙马德里，曾在國內多家俱乐部接受青训，2008年皇马从赫塔菲青年队将莫拉塔签下；他的皇马历程从青年C队（Juvenil C）开始。2009年11月，莫拉塔被开始往返于青年A队，青年B队，青年C队和皇马C队（Real Madrid C）。
2010年莫拉塔在皇马青年队打进惊人的34球，帮助皇马赢得两项冠军。接着，在穆里尼奥入主皇马后莫拉塔获得钦点开始跟随一队训练。
2013－14賽季，莫拉達開始進入新帥安察洛堤執掌的皇家馬德里一隊常規陣容。2014年3月18日，莫拉達射入首個歐聯入球，於十六強賽協助球隊以3比1擊敗史浩克04。

### 祖雲達斯
莫拉達由於在皇家馬德里未能爭得常規正選位置，2014年夏天莫拉塔以2000萬歐元轉會尤文图斯，簽下五年合約。
2014–15年歐洲冠軍聯賽四強，莫拉達成為把母隊皇家馬德里淘汰的關鍵，他在兩回合均取得入球，協助「斑馬軍團」最終以3-2險勝對手，進入決賽。

### 重返皇家馬德里
2016年6月21日，皇家馬德里行使回購條款以3000萬歐元從祖雲達斯簽回莫拉塔。但他終究無法代替本泽马成為首發。可是2016/17賽季他的聯賽進球數更超越了本泽马。在缺乏上陣的情況下，所以莫拉達再次尋求離隊。

### 車路士
2017年7月19日，車路士宣布以打破球會記錄的6000萬歐元簽入莫拉達，穿上9號球衣，加盟初期表現不俗，但是從2018年起，其表現一直下滑，自從基奧特加盟車路士後，上陣機會更進一步減少，也是導致他落選2018年世界盃大名單的其中一個原因。
在2018-19球季，莫拉達改穿29號球衣，但是其表現仍然未能改善，甚少獲得上陣機會。

### 重返馬德里體育會
2019年1月29日，馬德里體育會宣布借用莫拉達18個月，相隔12年後重返馬德里體育會。
2019年7月6日，馬德里體育會正式宣佈將會於2020年7月1日正式以5800萬歐元買斷莫拉達。

### 重返祖雲達斯
莫拉塔於2020年9月22日以價值1000萬歐元為期一年的租借返回尤文图斯，並可選擇以4500萬歐元的價格購買。尤文圖斯還保留將租借再延長一年的權利，需另外支付1000萬歐元；在這種情況下，購買選擇權價值3500萬歐元。
2020年10月20日，莫拉塔在歐洲冠軍聯賽分組賽尤文圖斯對陣基輔迪納摩的比賽中踢進兩球，幫助球隊以2-0獲勝。
2021年6月15日，莫拉塔與尤文圖斯的租借期延長至2022年6月30日。
重返马德里竞技
莫拉塔结束尤文图斯的租借后重新回到马德里竞技。效力两个赛季各项赛事出场93场贡献36球8助攻。

### 加盟AC米兰
2024年7月20日，AC米兰在2024欧洲杯结束后正式官宣莫拉塔的加盟，莫拉塔与AC米兰签约四年。

### 加拉塔萨雷
2025年2月2号，加拉塔萨雷宣布租借莫拉塔12个月，租借至2026年1月。

## 国家队
在經歷了糟糕的俱樂部賽季後，莫拉塔於2018年5月21日被排除在西班牙2018年世界盃陣容之外。
莫拉塔參加了2020年歐洲國家盃。2021年6月28日，他在對陣克羅埃西亞的16強賽延長賽為西班牙踢進了擴大比分優勢的一球。最終比數以5-3獲勝後晉級八強。
2021年7月6日，莫拉塔在對陣義大利的準決賽中取得入球打平比分，但他於隨後的十二碼大戰中射失點球，最終1-1（2-4PK大戰）輸給了義大利，西班牙止步於四強。
2024年歐洲足球錦標賽，莫拉塔作為隊長和更衣室的領導榜樣帶領西班牙贏得了2024年欧洲足球锦标赛冠軍。

## 個人生活
2016年12月10日，莫拉塔與義大利籍女友愛麗絲·坎佩洛訂婚。2017年6月17日，兩人在威尼斯結婚。
2018年7月29日，莫拉塔與妻子迎接了雙胞胎兒子亞歷山德羅和萊昂納多，他在切爾西的球衣號碼從9改為29。
2020年9月29日，第三個兒子愛德華多出生。
2023年1月9日，夫妻倆迎來第四個孩子，也是第一個女兒 貝拉。

## 榮譽
皇家馬德里卡斯蒂利亞
- 西乙B冠軍：2011–12[16]

皇家馬德里
- 西班牙甲組聯賽冠軍：2011-12、2016-17
- 西班牙國王盃冠軍：2010-11、2013–14
- 西班牙超級盃冠軍：2012年
- 歐洲聯賽冠軍盃冠軍：2013-14年、2016-17
- 歐洲超級盃冠軍：2016年
- 世界冠軍球會盃冠軍：2016年

尤文图斯
- 意大利甲組足球聯賽冠軍：2014-15賽季、2015-16賽季
- 意大利盃冠軍：2014-15賽季、2015-16賽季、2020-21[17]賽季
- 意大利超級盃冠軍：2015年、2020年
- 歐洲聯賽冠軍盃亞軍：2015年

切爾西
- 英格蘭足總盃冠軍：2017/2018[18]
- 歐霸盃冠軍：2018-19

AC米兰
- 意大利超级杯冠军：2024年

西班牙
- 歐洲U-21足球錦標賽冠軍：2011年、2013年
- 歐洲足協國家聯賽冠軍：2022–23年[19]
- 欧洲足球锦标赛冠軍：2024年[20]

## 外部連結
- Soccerway資料庫：艾華路·莫拉達
- 艾華路·莫拉達的Instagram帳戶
- 艾華路·莫拉達的X（前Twitter）